# Vázsnok
Vázsnok es un pueblo ubicado en el distrito de Hegyhát, en el condado de Baranya, Hungría.

## Superficie
Posee una superficie de 4,750 kilómetros cuadrados.

## Demografía
Hasta 2022 la población era de 116 habitantes, con una densidad de población de 24,42 habitantes por kilómetro cuadrado.